# Lag om hushållsarbetstagares arbetsförhållande
Lag om hushållsarbetstagares arbetsförhållande är en lag i Finland från den 16 december 1977, som började gälla den 1 augusti 1978. Därmed upphävdes den finländska hembiträdeslagen från 7 januari 1949. Lagen reglerar husliga anställningar.
Lagen gäller inte medlem av arbetsgivarens familj, arbetstagare som fyllt 18 år och ingått arbetsavtal för kortare tid än en månad eller som enligt arbetsavtalet arbetar hos samma arbetsgivares arbete högst en vardag i veckan eller vars regelbundna arbetstid i en och samma arbetsgivares arbete är högst tre timmar per dygn. Den gäller heller inte hushållspraktikanter som arbetar under de statliag myndigheterns tillsyn samt barnsköterska som har blivit införd i det i lagen om rättsskyddscentralen för hälsovården (1074/92) avsedda centralregistret över den yrkesutbildade hälsovårdspersonalen såsom barnsköterska, detta om hennesarbete enbart gäller barnavård och uppgifter med direkt samband (28.6.1994/562). Den gäller heller inte den som vårdar sjuk person.